# Proasellus rectangulatus
Proasellus rectangulatus là một loài chân đều trong họ Asellidae. Loài này được Afonso miêu tả khoa học năm 1982.